# Montifringilla
Montifringilla – rodzaj ptaków z rodziny wróbli (Passeridae).

## Występowanie
Rodzaj obejmuje gatunki występujące w Eurazji.

## Morfologia
Długość ciała 17–17,5 cm, masa ciała 31–57 g.

## Systematyka

### Etymologia
Nazwa rodzajowa jest połączeniem słów z łaciny: mons, montis – „góry” oraz fringilla – „zięba”.

### Gatunek typowy
Montifringilla nivalis Brehm = Fringilla nivalis Linnaeus

### Podział systematyczny
Do rodzaju należą następujące gatunki:
- Montifringilla henrici (Oustalet, 1892) – śnieżka tybetańska
- Montifringilla nivalis (Linnaeus, 1766) – śnieżka zwyczajna
- Montifringilla adamsi Adams, 1859 – śnieżka czarnoskrzydła